# Yadkin College (Carolina del Norte)
Yadkin College es un lugar designado por el censo ubicado del condado de Davidson  en el estado estadounidense de Carolina del Norte.